# Bruce Prichard
Bruce Prichard (El Paso, 7 marzo 1963) è un manager di wrestling e produttore di show di wrestling statunitense.
Prichard divenne celebre soprattutto grazie alla sua permanenza di fine anni ottanta e inizio anni novanta nella World Wrestling Federation, dove interpretava il personaggio di Brother Love, il primo manager di The Undertaker, e conduceva il "Brother Love Show". Dopo aver lasciato la federazione per polemiche circa la sua gimmick di predicatore evangelico, ricoprì il ruolo di vice presidente Senior della programmazione e delle relazioni con i talenti per la Total Nonstop Action Wrestling fino al luglio 2013.
È il fratello dell'ex wrestler Tom Prichard e del chitarrista Chris.

## Carriera

### Inizi
Prichard iniziò la sua carriera nel mondo del wrestling lavorando per Paul Boesch a Houston, Texas, come annunciatore e talvolta arbitro. Dati i rapporti lavorativi che Boesch intratteneva con Bill Watts della Universal Wrestling Federation, Prichard spesso venne impiegato come annunciatore sul ring anche durante gli show della UWF.
Quando Boesch cedette la compagnia alla World Wrestling Federation, Prichard si trasferì lì, inizialmente come commentatore televisivo per la zona di Houston.

### World Wrestling Federation (1986–1991)

#### Brother Love Show
Nel giugno 1988, Prichard debuttò come Brother Love, un abbronzatissimo, untuoso, ipocrita e chiassoso  "predicatore" vestito con un completo bianco, con camicia rossa, cravatta bianca e numerosi anelli alle dita, che affermava di diffondere "non" la parola di Dio, bensì "la parola dell'Amore". Celebre era il suo modo di apostrofare gli altri con il suo motto tipico "I love you!", scandendo lentamente le parole con un forte accento del sud degli Stati Uniti. Il personaggio era chiaramente ispirato ai vari telepredicatori evangelici dell'epoca.
Introdotto nella WWF da Bobby "The Brain" Heenan, Love presentava un programma intitolato "The Brother Love Show", nel quale intervistava i vari wrestler della federazione. Il segmento prese il via il 19 giugno 1988 durante una puntata di Wrestling Challenge, per poi essere "promosso" in prima serata su Superstars of Wrestling.
Nello show Brother Love prendeva deliberatamente in giro i wrestler face della compagnia (specialmente Hulk Hogan e The Ultimate Warrior), schierandosi apertamente dalla parte di cosiddetti heel come "The Million Dollar Man" Ted DiBiase e Bobby Heenan. Alcune celebre faide dell'epoca ebbero inizio durante una puntata del Brother Love Show, tra i tanti ricordiamo Hulk Hogan vs. Big Boss Man (1988–1989), Hulk Hogan vs. Earthquake (1990), e Jake "The Snake" Roberts vs. Rick Martel (1990-1991).
Occasionalmente, Brother Love agiva in veste di commentatore televisivo per gli eventi WWF; naturalmente parteggiando per i "cattivi" della federazione. L'episodio più famoso si ebbe in occasione di un evento della WWF commentato insieme a Sean Mooney al Madison Square Garden di New York il 21 gennaio 1991, quando Love venne travolto e scaraventato brutalmente al suolo da Ultimate Warrior mentre quest'ultimo correva verso il ring per affrontare Randy "Macho Man" Savage in uno "Steel Cage" match.

#### Manager di The Undertaker (1990–1991)
Il 19 novembre 1990, Brother Love fece da manager a The Undertaker, all'epoca ancora conosciuto come "Kane The Undertaker", per il suo debutto sul ring durante la registrazione di una puntata di Superstars. Il match, e anche un secondo incontro registrato la sera successiva, venne mandato in onda dopo l'apparizione di Undertaker alle Survivor Series. Questa fu la prima volta nella quale Brother Love apparve in televisione in veste di manager di Undertaker. Love continuò a far da manager a The Undertaker fino al febbraio 1991, quando cedette il contratto di Undertaker a Paul Bearer.

#### Controversie e fuoriuscita dalla WWF (1991)
Il controverso personaggio di Brother Love ricevette numerose critiche sin dal suo debutto, essendo stato introdotto nel pieno dello scandalo che aveva coinvolto alcuni famosi televangelisti americani di fine anni ottanta come Jim Bakker e Jimmy Swaggart. Diversi segmenti televisivi nei quali appariva Brother Love furono accusati di "cattivo gusto"; uno in particolare vide Love interpretare la parte di un "guaritore ciarlatano", che guariva miracolosamente un paralitico cieco (interpretato da un attore) con la sola imposizione delle mani grazie alla fede nell'amore del Signore.
Prichard venne licenziato dalla WWF poco tempo dopo l'andata in onda del segmento incriminato. Il suo personaggio venne fatto sparire con la scusa di un serio infortunio causatogli da Ultimate Warrior che lo aveva assalito tramortendolo, rompendogli numerose costole, e distruggendo selvaggiamente il set del Brother Love Show.

### Global Wrestling Federation (1992–1993)
Dopo il suo licenziamento dalla WWF, Prichard approdò nella Global Wrestling Federation di Dallas, dove svolse l'attività di manager e intervistatore a bordo ring tra il 1992 e il 1993, utilizzando il suo vero nome.

### Ritorno in WWF/E (1993–2008)
Prichard ritornò alla WWF nel 1993 interpretando due nuovi personaggi che ebbero però vita breve. Il primo si chiamava The Wizard, un commentatore televisivo heel (che non apparve mai in video), il secondo fu Reo Rodgers, una caricatura e satira di Dusty Rhodes, che ebbe anche meno successo del precedente personaggio.
Successivamente, lavorò dietro le quinte in qualità di booker e "braccio destro" di Vince McMahon. Tuttavia, indossò nuovamente i panni di Brother Love in alcune sporadiche occasioni particolari:
Brother Love riapparve nella WWF nel novembre 1995. Presentò ancora una volta il Brother Love Show, questa volta a Monday Night Raw, in quello che si sarebbe rivelato a posteriori un momento cruciale nella storia della WWF, Brother Love ospitò Ted DiBiase mentre introduceva al pubblico The Ringmaster, personaggio che si sarebbe poi trasformato in Steve Austin. Nel gennaio 1996, Brother Love scomparve nuovamente dalle scene.
Nel gennaio 1997, Love tornò a sorpresa durante una puntata di Shotgun Saturday Night, aiutando le Flying Nuns a sconfiggere i Godwinns.
Nel 2001, Brother Love partecipò alla "Gimmick Battle Royal" di WrestleMania X-Seven.
Nel febbraio 2003, Brother Love si confrontò con il suo vecchio assistito The Undertaker, che all'epoca interpretava la gimmick del biker, durante la faida di quest'ultimo con Big Show. Brother Love lo supplicò di perdonare Show per le sue recenti azioni, ma Undertaker non si lasciò impietosire e stese Love con una chokeslam, seguita da un Tombstone Piledriver. In seguito prese parte al Bar Room Brawl di Vengeance, resistendo quasi fino alla fine prima di essere steso da Bradshaw.
Il 1º dicembre 2008, venne licenziato nuovamente dalla WWE per volere di Stephanie McMahon, che sentiva per lui arrivato il momento di "cambiare aria".

### Total Nonstop Action Wrestling (2010–2013)
Il 7 ottobre 2010, venne reso noto che Prichard era stato assunto dalla Total Nonstop Action Wrestling per svolgere il ruolo che aveva nella WWE lavorando come backstage agent e produttore. Nel maggio 2011, Prichard venne promosso alla carica di "Vice President of Talent Relations" in sostituzione di Terry Taylor.
Il 17 ottobre 2011, la TNA nomina Prichard "Senior Vice President, Programming & Talent Relations", affidandogli un incarico ancora di maggior prestigio e responsabilità.
Prichard lascia la TNA il 17 luglio 2013.

### Ritorno in TNA/Impact Wrestling (2017)
Nel marzo 2017, viene annunciata la firma del contratto tra Prichard e la TNA e poco tempo dopo la firma del contratto ne cambia il nome da TNA (Total Nonstop Action) ad Impact Wrestling. Lasciò la federazione pochi mesi dopo, ad agosto.

### Secondo ritorno in WWE (2018-presente)
Il 22 gennaio 2018 Prichard tornò in WWE per una comparsata nei panni di Brother Love nello speciale WWE Raw 25 Years. Nell'aprile 2018 insieme al co-conduttore Conrad Thompson cominciò a registrare il podcast Something Else to Wrestle, in una versione trasmessa in esclusiva su WWE Network.
Il 23 febbraio 2019, fu riportata la notizia che la WWE aveva ufficialmente messo sotto contratto Prichard come membro dello staff creativo. A marzo venne diffusa la notizia che Prichard era stato nominato Senior Vice President della WWE. Il 15 ottobre 2019 divenne anche direttore esecutivo di SmackDown, assumendo il ruolo in precedenza ricoperto da Eric Bischoff. L'11 giugno 2020 divenne direttore esecutivo anche di Raw. Al pay-per-view Money in the Bank 2020 fece un cameo come Brother Love, durante il main event.
Nel 2020 Prichard fu definito da PWInsider.com la persona più potente in WWE dopo i McMahon.

## Personaggio
- Soprannomi
  - "The Expert"[17]
- Wrestler di cui è stato manager
  - The Undertaker[17]
  - Barry Horowitz
  - The Dark Patriot
  - The Flying Nuns (Sister Angelica, Mother Smucker)[17]